# Göran Carmback
Göran Carmback (Södertälje, 29 maggio 1950) è un regista e sceneggiatore svedese.

## Filmografia

### Cinema
- Allra käraste syster (1988)
- Ingen rövare finns i skogen (1988)
- 1939 (1989)
- Kalle Blomkvist – Mästerdetektiven lever farligt (1996)
- Kalle Blomkvist och Rasmus (1997)

### Televisione
- Tre Kronor (1994)
- Skilda världar  (1997)
- Skeppsholmen (2002)